# В най-лошия случай
„В най-лошия случай“ (на английски: Worst Case Scenario) е предаване по Discovery Channel с водещ Беър Грилс. Той показва начини за оцеляване в различни природни бедствия, създадени от хората критични ситуации, инциденти и необичайни ситуации. В предаването Беър показва уменията, които е научил в 21 полк на Специалния въздушен отряд, които включват самозащита, бързо каране, паркур, оцеляване в градска и дива среда.

## Епизоди
1. Горяща кола / Произшествие с лодка
2. Съборена електрическа жица / Нападение от куче
3. Потъваща кола / Среща с гърмяща змия
4. Земетресение
5. Развален автомобил / Физическо нападение
6. В капан сред големия студ
7. Засядане в пустинята / Тарантула
8. Падане на асансьор / В тъмното
9. Произшествие с планински байк / Бягай за живота си
10. Ярост на пътя / Обезумяла тълпа
11. Изтичане на токсичен газ / Пожар
12. Влизане с взлом / Терористична заплаха